# Beyoğlu
Beyoğlu (mai demult Pera) este un cartier situat în partea europeană a Istanbulului (al doilea oraș ca mărime și importantă din Turcia), fiind despărțit de orașul vechi prin Cornul de Aur. În Evul Mediu a fost cartier italian, cunoscut sub numele de Pera, nume ce a fost utilizat până la începutul secolului XX, când s-a constituit Republica Turcă.
Biserica dominicană din Pera, cu hramul San Paolo, a fost transformată după căderea Constantinopolului în Geamia Arap (Arap Camii, „Moscheea Arabilor”).

## Personalități
- Ecaterina Salvaresso, soția domnitorului muntean Alexandru al II-lea Mircea și mama lui Mihnea Turcitul

1. ↑   https://statoids.com/ytr.html Lipsește sau este vid: |title= (ajutor)
2. ↑   https://www.lexpera.com.tr/resmi-gazete/metin/gun-isigindan-daha-fazla-yararlanmak-amaciyla-butun-yurtta-uygulanan-ileri-saat-uygulamasinin-devam-3 Lipsește sau este vid: |title= (ajutor)